# 杜戈村
杜戈村是克羅地亞的村鎮，位於該國中部，距離首府薩格勒布20公里，由薩格勒布縣負責管轄，面積53.79平方公里，主要工業是食品業，2001年人口17,531。

## 外部連結
- Tourist Office of the Tourist Association oz Zagreb County
- First independent city web portal （页面存档备份，存于）

1. ↑  . Zagreb: Croatian Bureau of Statistics. 2012-12.